# Державно-монополістичний капіталізм
Держа́вно-монополісти́чний капіталі́зм — спочатку була марксистською тезою, популяризованою після Другої світової війни. Ленін стверджував в 1916 році, що Перша світова війна перетворила laissez-faire капіталізм в монополістичний капіталізм, але він не опублікував якоїсь великої теорії по цій темі. Цей термін відноситься до середовища, в якій держава втручається в економіку, щоб захистити більші монополістичні або олігополістичні підприємства від загроз. Як задумав Ленін в його однойменній брошурі, ця теорія спрямована на опис останньої історичної стадії капіталізму, вищим виявом якої він вважав імперіалізм того часу.
Механізм виникнення такого капіталізму наступний: монополізація ринку і зрощення монополій з урядом. Ранні марксисти вважали, що таке зрощення рано чи пізно призведе до створення соціалістичної системи, проте, вже в епоху Леніна стало очевидно, що це не зовсім так, а сучасна економічна теорія взагалі заперечує подібну інституційну динаміку.

## Історія виникнення і вживання терміна
Після смерті К. Маркса і Ф. Енгельса багато з тих рис капіталізму, які вони зафіксували у своїх працях, залишилися в минулому. Реальний капіталізм, його виробничі відносини та політична практика капіталістичних держав на початку XX століття були вже не тими, що в середині XIX століття. І хоча основоположники марксизму і «передбачали настання такого часу, коли засоби виробництва і поєднання не зможуть бути керованими акціонерними товариствами, коли їх одержавлення буржуазною владою стане економічно неминучим» (Маркс писав, що «у відомих сферах воно веде до встановлення монополії й тому вимагає державного втручання»; Енгельс — «держава як офіційний представник капіталістичного суспільства змушена взяти на себе керівництво вказаними засобами виробництва і зв’язку»), довгий час розвиток капіталізму випереджав рівень теоретичного узагальнення, досягнутий в марксистських дослідженнях.

### В. І. Ленін
Введенню в обіг терміну «Державно-монополістичний капіталізм» (ДМК) передувало визначення В. І. Леніним в роботі «Імперіалізм як вища стадія капіталізму» (1916 рік) державних монополій в капіталістичній економіці, а також визначення їхньої особливої ролі в господарському і політичному житті капіталізму XX століття. Появу і зростання монополій в капіталістичній економіці також зазначали в цей час й інші вчені — наприклад, Карл Каутський (див. Ультраімперіалізм). Наукова новизна робіт Леніна полягала тут в тому, що він вказав на неминучість наступного етапу в розвитку капіталізму, на якому монополістичний капіталізм переростає в державно-монополістичний.У роботі «Загрозлива катастрофа і як з нею боротися» (10-14 вересня 1917 року, Гельсингфорс) Ленін написав:
Імперіалістична війна є передднем соціалістичної революції. І це не тільки тому, що війна своїми жахами породжує пролетарське повстання, — ніяке повстання не створить соціалізму, якщо він не дозрів економічно, — а тому, що державно-монополістичний капіталізм є цілковитою  матеріальною підготовкою соціалізму, є передднем його, і є тією сходиною  історичної драбини, між якою (сходинкою) і сходинкою, званою соціалізмом, ніяких проміжних ступенів немає.— Ленін, В. і. Загрозлива катастрофа і як з нею боротися.
Ця заява, зроблена в конкретному історичному контексті, не претендувала на роль формулювання істинного закону. Вона характеризувала лише той стан продуктивних сил світового капіталізму, який склався напередодні закінчення Першої світової війни. Однак через 40 років при цитуванні цієї роботи перша її частина опускалася, у зв'язку з чим могло створюватися враження, що після ДМК капіталізму залишається тільки переростати в соціалізм.
Той факт, що В. І. Ленін показав, що зрощування монополій з державою — одна з характерних рис ДМК, а наявність ДМК є, своєю чергою, однією з характеристик імперіалізму, стало важливою сходинкою у творчому розвитку марксизму.

### В період сталінізму
Епітет «напівзігнилий» стосовно до фінансового капіталу (але не капіталізму) Й. В. Сталін використав лише єдиний раз — на VII розширеному пленумі Виконкому Комінтерну наприкінці 1926 року. Це були роки боротьби з троцькізмом, і Сталін, тим більше в присутності керівників закордонних компартій, не став оскаржувати в деталях ленінські оцінки капіталізму станом на весну-серпень 1917 року. Однак перейшовши до висновку Леніна про характер імперіалістичного капіталізму («імперіалізм — присмертний капіталізм, перехідний до соціалізму»), Сталін все ж сформулював компромісну оцінку: «Це не означає ще, на жаль, що капіталізм уже помер. Але це, безсумнівно, означає, що капіталізм в цілому йде не до відродження, а до вмирання, що капіталізм в цілому розвивається не по висхідній лінії, а по лінії низхідній».
Однак на той час багато праць В. І. Леніна, в тому числі стенограми його усних виступів і чернетки робіт ще не були опубліковані. Зокрема, лекція «Війна і революція», прочитана в травні 1917 року в Петрограді, була вперше надрукована лише 23 квітня 1929 року в газеті «Правда».
Якраз в цей час поширювалася світова економічна криза, що змусила капіталістичні країни застосувати безпрецедентне втручання держави в економіку всупереч ліберальним концепціям laissez-faire. Робота «Шляхи до процвітання» (англ. «The Means to Prosperity», 1933), в якій Дж. М. Кейнс рекомендував пакет антикризових заходів, що були зразком саме державно-монополістичного регулювання; робота вийде через кілька років. Однак в Італії політика корпоратизму вже кілька років демонструє «... початки одержавлення капіталістичного виробництва, поєднання гігантської сили капіталізму з гігантською силою держави в один механізм, що поєднує десятки мільйонів людей в одну організацію державного капіталізму», передбачені Леніним в лекції 1917 року «Війна і революція». Проте, ні у виданні Малої Радянської енциклопедії 1929—30 років, ні в одній з робіт або промов Й. В. Сталіна термін «державно-монополістичний капіталізм» не використовується.
Друга світова війна змусила керувати «вільною» ринковою економікою не тільки Італію і Німеччину, а й інші найбільші капіталістичні країни — в тому числі Велику Британію та США. Там були створені найпотужніші оборонно-промислові комплекси, які працювали на замовлення держави й за цінами, у формуванні яких вільний ринок грав далеко не першу роль. У боєздатності озброєнь набагато більшу роль, у порівнянні з першою світовою війною, стала грати наука, що спричинило додаткове збільшення обсягів коштів, якими повинні розпоряджатися для загального блага не монополії, а держава як кінцевий гарант виживання у війні й робочих, і капіталістів. Тим самим форми ДМК, які тільки припускали на початку XX століття, рельєфно проявилися в окремих напрямках, за якими капіталістичні держави розробляли нові для себе методи макроекономічного планування.
Однак аналізуючи ці явища і в повоєнний час, ні Сталін, ні інші радянські економісти термін ДМК не використали. Капіталізм того часу вони йменували — відповідно до букви ленінської теорії імперіалізму — просто «монополістичним». Незабаром після війни багато «зайвих» для мирного часу елементів державно-монополістичного регулювання економіки в США та Великій Британії були демонтовані. Це довело те, що правими були ті політики, які утрималися від того, щоб передчасно побачити в «плановій» (частково) економіці США останню сходинку перед соціалізмом.
У 1947 році в інтерв'ю Гарольду Стассену (в 1939—43 губернатор Міннесоти) Й. В. Сталін заявив, що «економічні системи в Німеччині й США однакові, але все-таки між ними виникла війна». Стассен заперечив це, а до них майбутній президент Пенсильванського університету (1948—53) повернувся через кілька реплік:
Стассен: «економічні системи США і Німеччини відрізнялися один від одного, коли Німеччина розпочала війну».
Сталін: «... не згоден з цим… існували відмінності в режимах в США і Німеччини, але не було різниці в економічних системах. Режим — фактор тимчасовий, політичний».
Стассен: «багато писалося про те, що капіталістична система породжує зло монополій, імперіалізму і гноблення робітників. В США вдалося запобігти розвитку монополістичних та імперіалістичних тенденцій капіталізму, причому робочі в США набагато більшою мірою користувалися правом голосу, ніж могли б думати Маркс або Енгельс. У цьому полягає відмінність між економічною системою в США і Гітлера, яка існувала в Німеччині».

На це Сталін заперечувати Стассену не став. Більш того, у наступній репліці він фактично дав відповідь майбутнім догматикам, яка з'єднувала кілька різних цитат Леніна воєдино («імперіалізм — монополістичний капіталізм» та «імперіалізм — напередодні соціалізму», «остання сходинка» і т. ін.):
Щодо Маркса і Енгельса, то вони, звичайно, не могли передбачити те, що станеться через 40 років після їхньої смерті. Радянську систему називають тоталітарною чи диктаторською, а радянські люди називають американську систему монополістичним капіталізмом. Якщо обидві сторони почнуть лаяти один одного монополістами або тоталітаристами, то співпраці не вийде...

Щодо захоплення критикою монополій і тоталітаризму, то це пропаганда, а він, Й. В. Сталін, не пропагандист, а ділова людина. Ми не повинні бути сектантами... Коли народ забажає змінити систему, він це зробить.— Сталін і. В. Інтерв'ю з паном Стассеном. 9 квітня 1947 року.
За рік до цього (1946) академік Є. С. Варга видав книгу «Зміни в економіці капіталізму в результаті Другої світової війни», де проаналізував деякі нові засоби державно-монополістичного регулювання капіталістичної економіки. Про те ж «пом'якшення суперечностей капіталістичної системи за допомогою державного втручання в економіку» рік тому говорили й Стассен зі Сталіним. Причиною подальшої спаду діяльності Варги й закриття його інституту послужили причини, що не мають відношення до його поглядів на ДМК.

### У післясталінський період
Відхід від політико-економічних оцінок капіталізму як ладу, що ще не вичерпав можливості свого подальшого зростання, що почався в СРСР з приходом до влади М. С. Хрущова. Приступаючи до розробки авантюрної та волюнтаристської програми прискореної побудови комунізму, представленої згодом на XXII з'їзді КПРС (1961 рік), вже на першій міжнародній нараді представників комуністичних і робочих партій (Москва, листопад 1957 роки), проведеній до 40-ї річниці Жовтневої революції, М. С. Хрущов знову ввів в повсякденний пропагандистський зворот про «напівзігнилий і присмертний капіталізм», «переддень соціалістичної революції» і т. ін., які були пов’язані із цитатами В. І. Леніна лише за формою, але не за історичним змістом моменту. Одним з розробників цієї концепції був старий академік Є. С. Варга (1879—1964), що випустив в 1957 році друге видання книги «Основні питання економіки й політики імперіалізму». Формально-догматичне посилання на висловлювання Леніна про «загнивання» і «смерть» капіталізму було і в останній книзі академіка — «Нариси з проблем політекономії капіталізму» (1964). 7 жовтня 1964 року Варга помер, а через тиждень, 14 жовтня змістили з усіх посад і М. С. Хрущова. Однак тези про вмирання і загнивання часом фігурували в літературі без супровідних застережень, іноді вводячи в оману, що такого результату можна очікувати в найближчому майбутньому.
Позитивним моментом в зазначених роботах Є. С. Варги стало те, що його послідовники розробили систему напрямків, за якими повинні були вестися вивчення співвідношень між двома основними процесами в розвитку ДМК — монополізації та одержавлення. Обидва ці процеси скінченні, і мають свої межі, які задають, врешті-решт, дрібні й середні підприємства — необхідність, в яких не знижується до нуля при будь-якому рівні сучасної індустрії. Треба зауважити, що категорія «монополія» в цьому аналізі ніколи не ототожнювалася тільки з однією компанією, що працює на 100%, у зв'язку з чим в курсі політичної економії спеціально вивчалися форми та види монополій. Дослідження ДМК як спеціального об'єкта проводились, в тому числі за наступними напрямками:
- Форми ДМК (специфіка відносин між державою і монополіями в різних країнах)
- Загальномонополістична державна власність (держсектор в економіці)
- Держава і товарний обіг (держзамовлення, регулювання споживчого ринку)
- Військово-промисловий комплекс (особливий випадок держзамовлення)
- Держава і капіталовкладення (прямі інвестиції, дотації, пільги, субсидії, фінанси й кредит)
- Державне регулювання та планування (п'ятирічні й інші середньострокові держпрограми)
- Державно-монополістичне втручання в зовнішньоекономічну діяльність
- Міждержавна економічна інтеграція

У концепцію Варги увійшла (без згадки автора) і теза про нерівномірність розвитку сучасного капіталізму. Її Сталін ввів і посилив в 1925—26 роках в ході полеміки з троцькістами, які гіперболізували вирвані з контексту висловлювання Леніна про імперіалізм. Так, наприклад, спочатку Троцький вважав, що «в XIX столітті ця нерівномірність була більшою, ніж в XX». Рік по тому він же заявив: «що стосується темпу розвитку, то імперіалізм цю нерівномірність загострив нескінченно». Відводячи ці надумані оцінки, Сталін тоді ж, наприкінці 1926 року, дав таке трактування «нерівномірності капіталістичного розвитку», яке фактично залишило відкритим питання, чи можна будувати прогнози про майбутнє капіталізму тільки виходячи з іменника «нерівномірність»:
небувалий розвиток техніки й нівелювання, що розростається, в рівні розвитку капіталістичних країн створили можливість і полегшили справу стрибкоподібного випередження одних країн іншими, справа витіснення більш могутніх країн менш могутніми, які швидко розвиваються..— — Сталін Й. В. Промова на VII розширеному пленумі ВККІ. 13 грудня 1926 року.
Іншими словами, констатувавши, що науково-технічний прогрес може привести до неочікуваних результатів, і при капіталізмі передовими іноді можуть стати навіть «менш могутні країни», Сталін ще за півстоліття до феномена «економічних тигрів» попередив, що суперечки комуністів на цю тему схоластичні й до раціонального висновку не приведуть.
Проте, час від часу радянські вчені, які спеціалізувалися на економіці несоціалістичних країн, публікували все більше праць, де після констатації основоположної тези, що сучасний державно-монополістичний капіталізм, і тих чи інших доповідей про поточний стан процесів монополізації й одержавлення в тій або іншій галузі, формулювалися мало пов'язані з попереднім викладом висновки про те, що «загальна криза капіталізму продовжує заглиблюватися». Етапними узагальненнями цих досліджень стали збірники «Політична економія державно-монополістичного капіталізму», що вийшов в Москві в 1970 році під ред. С. М. Меншикова, і «Політична економія сучасного монополістичного капіталізму» (у 2-х т., 1970, головний редактор М. М. Іноземцев).
Серед інших відомих дослідників глобальних проблем ДМК (крім робіт, присвячених окремим країнам) — Є. С. Варга («Основні питання економіки й політики імперіалізму після другої світової війни», 1957), М. Й. Рубінштейн («Науково-технічна революція в умовах сучасного державно-монополістичного капіталізму», в книзі «Політична економія сучасного монополістичного капіталізму», 1971), Я. А. Певзнер («Державно-монополістичний капіталізм і теорія трудової вартості», 1978).

## Інші теорії

### Неотроцькістська теорія
В неотроцькістській теорії такий союз із середнім класом і дрібним бізнесом, який важливою складовою марксистсько-ленінського вчення, відкидався як заснований або на хибній стратегії народних фронтів, або на політичному опортунізмі, який, як вважають, несумісний ні з перманентною революцією, ні з принципом незалежних політичних дій робочого класу.
Держава в суспільствах радянського типу була перевизначена неотроцькістами як державно-монополістичний капіталіст. На їхню думку, в цьому питанні між Заходом та Сходом не було різниці. Отже, говорилося, що потрібна якась антибюрократична революція , але різні троцькістські групи сперечались, яку форму така революція повинна набути чи може набути.
Деякі троцькісти вважали, що ця революція відбудеться стихійно, неминуче і природно, інші вважали, що її потрібно організувати — метою було створення суспільства, що належить робочому класу та керується ним. На думку неотроцькістів, Комуністична партія не могла відігравати провідну роль, оскільки не представляла інтересів робітничого класу.

### Єврокомунізм
Концепція в значній мірі була або модифікованою, або зовсім не використовувалася в епоху єврокомунізму, оскільки вважали, що державний апарат може бути реформований з урахуванням інтересів робочої більшості. Іншими словами, злиття між державою та великим бізнесом, яке обговорювали раніше, не було настільки сильним, що його не можна було скасувати масовим рухом знизу під керівництвом Комуністичної партії (або її центрального комітету).

## Критика
Коли Варга представив цю теорію, ортодоксальні сталінські економісти напали на неї як на несумісну з доктриною, в якій говорилося, що державне планування є особливістю лише соціалізму і що "за капіталізму панує виробнича анархія".
Критики теорії (наприклад, Ернест Мандель та Лео Кофлер) стверджували, що:
- теорія помилково передбачала, що держава може якось відмінити міжкапіталістичну конкуренцію, закони капіталізму та ринкові сили загалом, нібито скасувавши дію закону вартості.
- теорія не вистачало опису класової основі такої держави та реальних зв'язків між урядами та елітами. Ця теорія показувала монолітну структуру панування, яка насправді не існувала в такій формі.
- теорія не могла пояснити піднесення неоліберальної ідеології у бізнес який стверджує, що важливою соціальною метою має бути зменшення впливу держави на економіку. Однак неолібералізм не виступає проти того, щоб зробити держави підпорядкованими цілям великих корпорацій, що називається монополією, наданою державою.[en]
- теорія не змогла чітко показати, в чому різниця між соціалістичною державою і буржуазною державою, за винятком того, що в соціалістичній державі Комуністична партія (або, точніше, її центральний комітет) відігравала провідну політичну роль. У цьому випадку класовий зміст самої держави визначався суто з точки зору політики правлячої політичної партії (або її центрального комітету).